# John Cooper (musicista)
John Cooper, noto anche con lo pseudonimo di Giovanni Coperario (1575 circa – Londra, 1626), è stato un compositore e liutista inglese, suonatore anche di basso di viola.

## Vita e opere
John Cooper è più noto con il nome di Giovanni Coperario, che egli si diede dopo un viaggio in Italia nel 1604, anche se, secondo alcuni, egli non visitò mai il nostro Paese.
Dal 1622 fu al servizio del Principe di Galles per il quale continuò a lavorare anche dopo la sua successione a Carlo I.
Fu peraltro maestro di musica di Carlo I, ed ebbe a lungo come "protettore" Edward Seymour, Earl of Hertford, grazie al quale insegnò musica a William e Henry Lawes.
Cooper trascorse la maggior parte della sua vita come musicista di corte, componendo suite e fantasie per viola di notevole bellezza, che suscitarono grande ammirazione e godettero di un prolungato successo.
La sua produzione comprende anche danze di corte, brani religiosi, canzonette, cantate sacre, fantasie per organo, 96 fantasie per 3 - 6 voci, e infine due pregevoli collezioni di canzoni funebri accompagnate da liuto e basso di viola: Funeral Tears del 1606, e Songs of Mourning: Bewailing the Untimal Death of Prince Henry del 1613.
Scrisse inoltre un trattato sulla Composizione (Rules how to compose), in cui tenta, con buon successo, di coniugare la tradizione anglosassone all'esperienza italiana, come aveva fatto Thomas Morley, ma, rispetto a quest'ultimo, Coperario si dimostra assai più aperto all'innovazione e quindi meno conservatore.
Con Ernst Meyer potremo affermare che John Cooper, o Giovanni Coperario, fu un londinese che italianizzò il suo nome per il fascino della musica italiana.